# Миколай Фірлей (маршалок)
Миколай Фірлей гербу Леварт (пол. Mikołaj Firlej; 1588 — 1635/1636) — польський шляхтич, державний діяч Речі Посполитої.

## Життєпис

Син краківського воєводи Миколая Фірлея та його дружини Ельжбети Ліґензянки. На хрестинах були присутні король Сигізмунд III Ваза та королева Анна Ягеллонка.
Протягом 12-и років навчався в Німеччині, Англії, Іспанії, Франції, Італії, зокрема, в 1607 році у Болоньї, вивчав філософію, математику, юриспруденцію.
Після повернення до Польщі став ненадовго придворним короля Сиґізмунда III Вази. Близько 1614 року був маршалком Коронного трибуналу, кілька разів послом сейму. Прихильник Габсбургів. В 1618 році був відправлений до цісаря Фердінанда II, але через домову війну не відбув його. 15 червня 1620 року був разом з посольством Станіслава Пшерембского висланий послом Сейму Угорщини, де став на сторону Лісовчиків. Через виявлену співпрацю Сігізмунда III з цісарем був разом з С. Пшерембским взятий під стражу, отримав подяку цісаря за свою позицію. В 1623 році став головою комісії щодо визначення цін товарів. Був придворним королевича Владислава, ревно підтримував його кандидатуру на трон. За це отримав Сандомирське воєводство 1633 року.
Мав тривалі судові процеси щодо виховання дітей, поділу спадку зі зведеним братом Яном. Закінчився 9 квітня 1615 року полюбовним судом, складеним з найвідоміших сенаторів, суперарбітром був король. За його рішенням, взяв Оґродзінєц, Домбровіцю, дім в Любліні, зерносховища в Казімєжу; по-старшинству отримав родинні документи.

### Уряди (посади)
Каштелян бецький (1615 р.), войніцький (1618 р.), староста люблінський (з 1614 року), казімезький (в 1596 році відступив батько), воєвода сандомирський (1633 р.). Маршалок Коронного трибуналу.

### Сім'я, діти
Був одружений двічі. Перша дружина — Реґіна з Олесьніцких, донька радомського каштеляна Міколая. Діти:
- Збіґнєв — староста любельський; перша дружина — княжна Анна Вишневецька (донька Раїни Могилянки[5])
- Генрик — ксьондз
- Станіслав
- Ян
- Анджей — каштелян любельський
- Ельжбета — дружина:
  - Христофора Сапіги — підчашого литовського
  - Анджея Рисіньського
  - Кшиштофа Оссоліньського — воєводи сандомирського
  - Лукаша Опалінського — маршалка великого коронного.

Було ще 2 доньки.
Друга дружина — вдова старости генерального подільського Стефана Потоцького, донька господаря Молдавії Єремії Могили Марія Амалія Потоцька з Могил. Шлюб був нетривалим, бездітним.